# Deutsches Kirchenwörterbuch
Das Deutsche Kirchenwörterbuch ist ein als Lexikon angesehenes Nachschlagewerk und Wörterbuch zu im deutschen Sprachraum verwendeten kirchlichen Begriffen, geistlichen Redensarten und Gebräuchen aus der Zeit der ältesten Kirchenverfassung der Christen, über die Reformation bis hin zu den Anfang der 1780er Jahre genutzten Wörtern.
Die 122 Seiten umfassende, von Christian Wilhelm Roch im Jahr 1784 bei Gebauer in Halle herausgegebene Schrift erfuhr Anfang des Folgejahres eine Rezension in der Allgemeinen Literatur-Zeitung. Dort werden einige wenige Beispiele wie etwa die Ableitungs-Darlegungen Rochs zu den Begriffen „Nonne“ oder „Probst“ als unrichtig kritisiert; Rochs Arbeit habe insgesamt jedoch „immer ihren guten Werth.“